# European Platform for Rehabilitation
La European Platform for Rehabilitation, EPR, (en català, Plataforma Europea per a la Rehabilitació) és una xarxa de proveïdors europeus de serveis de rehabilitació per a persones discapacitades i altres grups desfavorits. La Plataforma va ser creada el 1993 per centres de rehabilitació de França, Alemanya, Itàlia i els Països Baixos. La seva Secretaria està situada a Brussel·les, Bèlgica.

## Membres
Els membres de la plataforma presten serveis en l'àmbit de la formació i l'educació, la reinserció dels usuaris en el mercat laboral i, per tant, la millora de les seves capacitats de treball, la rehabilitació física i l'atenció social. EPR té dos tipus de membres: de ple dret i associats. El març de 2012 formaven part de la plataforma les següents organitzacions:
- Membres de ple dret:
  - A2G, Noruega
  - Kompetanseutvikling Grenland (GREP), Noruega
  - TBG Learning, Regne Unit
  - Centre de Réadaptation de Mulhouse (CRM), França
  - Durapart, Noruega
  - ONCE, Espanya
  - Luovi Vocational Institute, Finlandia
  - Heliomare, Països Baixos
  - University Rehabilitation Institute (URI), Eslovenia
  - Josefs-Gesellschaft (JG), Alemanya
  - National Learning Network, Irlanda
  - Pluryn, Països Baixos
  - RehabCare, Irlanda
  - Adelante, Països Baixos.

- Membres associats :
  - APPACDM de Vila Nova de Gaia, Portugal
  - Association of Vocational Rehabilitation Enterprises (AVRE), Noruega
  - Theotokos Foundation, Grècia
  - Astangu Rehabilitation Centre, Estònia
  - Fundação AFID Diferença, Portugal
  - Fundación INTRAS, Espanya
  - Berufsbildungswerk Suedhessen, Alemanya
  - National Organisations of Residential Homes and Special Schools (LOS), Dinamarca
  - Comitato Regionale Lombardo AIAS, Itàlia
  - MEREK, Hongría
  - GTB, Bèlgica
  - Valakupiu Rehabilitation Centre, Lituania
  - Panagia Eleousa, Grècia

## Activitats
La Plataforma Europea per a la Rehabilitació opera una sèrie de serveis en les àrees de desenvolupament professional, recerca i innovació i assumptes públics. EPR és també actiu en l'àmbit de la qualitat dels serveis, i ha desenvolupat el seu propi sistema de qualitat: EQUASS (Garantia de Qualitat Europea per a Serveis Socials). EPR és membre de la Plataforma Social i ocupa un seient al Grup d'Alt Nivell sobre Discapacitat de la Unió Europea. També té estatus com a participant davant del Consell d'Europa. EPR rep fons estructurals de la Unió Europea en el marc del Programa d'Aprenentatge Permanent 2007-2013 de la Comissió Europea, i està involucrat en una altra sèrie de projectes finançats també per la Comissió Europea.